# 슈린향

슈린 향의 위치

슈린향(한국어: 수림향, 중국어: 秀林鄉, 병음: Xiùlín Xiāng)은 대만 화롄현의 향이다. 넓이는 1641.8555km2이고, 인구는 2015년 8월 기준으로 15,532명이다.

## 지리
슈린 향은 화롄현 북부에 위치하고, 북쪽은 이란현 난아오향과 동남쪽은 신청향, 화롄시, 지안향, 서우펑향와 서쪽은 타이중현 허핑구, 난터우현 런아이향과 남쪽은 완룽향과 각각 접라고, 동북쪽은 태평양에 접하고 있다. 전국에서 최대의 면적을 가진 향진이다. 중양산맥 동쪽에 위치하기 때문에 지세는 험하다. 주민은 원주민인 타로코족이 대부분을 차지하고 있다.

## 교통
- 타이완 철로관리국 북회선